# Majja Gurbanberdieva
Majja Ėzizovna Gurbanberdieva (in russo Майя Эзизовна Гурбанбердиева?; Mosca, 9 febbraio 1999) è una sincronetta russa.

## Carriera
Gurbanberdieva ha partecipato ai Giochi europei di Baku 2015, in Azerbaigian, vincendo due medaglie d'oro nella gara a squadre e nel libero combinato. In seguito, con la squadra russa juniores, agli Europei di categoria del 2016 e del 2017 vince complessivamente quattro ori sempre nelle stesse specialità. La gara a squadre e il libero combinato le hanno valso anche due titoli mondiali giovanili ai campionati casalinghi di Kazan' del 2016.
Ha disputato gli Europei di Glasgow 2018 gareggiando nel duo misto insieme ad Aleksandr Mal'cev, imponendosi sia nel programma tecnico sia in quello libero.

## Vita privata
Majja Ėzizovna Gurbanberdieva è nata il 9 febbraio 1999 a Mosca, in Russia. È di origine turkmena. Suo padre, Eziz Gurbanberdiev, è originario del Turkmenistan e lavora come redattore presso la compagnia televisiva russa Pervyj kanal.

## Palmarès
- Mondiali

Gwangju 2019: oro nel duo misto (programma tecnico e libero).
Singapore 2025: oro nel duo misto (programma tecnico).
- Europei

Glasgow 2018: oro nel duo misto (programma tecnico e libero).
Budapest 2020: oro nel duo misto (programma tecnico)
- Giochi europei

Baku 2015: oro nella gara a squadre e nel libero combinato.
- Mondiali giovanili

Kazan' 2016: oro nella gara a squadre e nel libero combinato.
- Europei giovanili

Fiume 2016: oro nella gara a squadre e nel libero combinato.
Belgrado 2017: oro nella gara a squadre e nel libero combinato.